# Thomas Åberg
Thomas Åberg (* 15. Februar 1952 in Stockholm) ist ein schwedischer Komponist und Organist.

## Leben
Thomas Åberg hatte Klavierunterricht bei Märta Söderberg. Er sang im Knabenchor des Schwedischen Rundfunks und spielte Rockmusik in verschiedenen Bands in Stockholm. Er nahm privaten Orgelunterricht bei Tore Nilson. Mitte der 1970er Jahre begann er zu komponieren. Sein Debüt als Komponist gab er 1978. Das erste Mal spielte er das erste Stück Daylight selbst am 16. Dezember 1978 in der Skeppsholmskyrkan Später veröffentlichte er es in den Drei kleinen Fantasiestücken. Von 1981 bis 1983 nahm er Kompositionsunterricht bei Stig Gustav Schönberg. Seit 1981 arbeitete er beim STIM. Er geht als Konzertorganist weltweit auf Konzerttourneen. Seine Kompositionen werden von ihm, aber auch von anderen Organisten auf verschiedenen Orgelfestivals aufgeführt. Seit 1986 ist er Mitglied der Föreningen Svenska Tonsättare [Gesellschaft schwedischer Komponisten].

## Werke (Auswahl)
Eine Auswahl der Werke Thomas Åbergs findet man bei der Föreningen Svenska Tonsättare und dem Musikverlag SMIC, der seine Werke auch publiziert.

### Musikdramatische Werke
- Weisflogs hund eller Byrån för Förolämpade och Misskötta Djur i Chicago [Weisflogs Hund oder das Büro für beschimpfte und misshandelte Tiere in Chicago] für Erzähler Frauenchor und Orgel. Schwedische Fassung. Text: Thomas Åberg, komponiert 2014 und englische Fassung: Weisflog's dog or The Bureau for Insulted and Mistreated Animals in Chicago

### Orchesterwerke
- By the sea at night. Text: John Gracen Brown. Fassung für Meszzosopran und Streicher, instrumentiert von Eyvind Hallnäs. Uraufgeführt am 13. Februar 2011 von Hanna Maria Strand, Lunds Nya Kammarorkester unter der Leitung von Johan-Magnus Sjöberg in der Allhelgonakyrkan in Lund
- Death. Text: John Gracen Brown. Fassung für Meszzosopran und Streicher, instrumentiert von Eyvind Hallnäs. Uraufgeführt am 5. Februar 2012 von Hanna Maria Strand, Lunds Nya Kammarorkester unter der Leitung von Johan-Magnus Sjöberg in der Allhelgonakyrkan in Lund
- Late Autumn. Text: John Gracen Brown. Fassung für Meszzosopran und Streicher, instrumentiert von Eyvind Hallnäs. 2012
- Music for strings, 2000, arrangiert von Eyvind Hallnäs, uraufgeführt am 18. Juni 2016 in der Allhelgonakyrkan in Lund
- A Summer Storm, für Streicher, Besetzung: Zwei Violinen, Viola, Violoncello und Kontrabass, komponiert 2017

### Orgelwerke
Die Uraufführungen spielte Thomas Åberg meist selbst, falls nicht anders angegeben.
- Drei kleine Fantasiestücke, komponiert 1978, uraufgeführt am 16. Dezember 1978 I Daylight [Tageslicht], uraufgeführt in Skeppsholmskyrkan in Stockholm II Wartet auf .. III Pluie d'orage sur Saint Louis
- Cantilene, komponiert 1979
- Dreams, Fassung für Orgel von 1980
- Fantasie in a-moll, komponiert 1980, uraufgeführt am 20. März 1981  in der St. Göranskirche in Stockholm. Eingespielt auf Noteria NOT CD 001 von Thomas Åberg. Eingespielt von Carson Cooman auf:  A Marvelous Love, Albany Records TROY 1357, 2012. Eingespielt von Karin Strid auf Nosaq Records CD 102, 2005
- Toccata I, Toccata on a Summer Morning, komponiert 1981, uraufgeführt am 22. Juli 1982 in der Klarakirche in Stockholm. Eingespielt von Per Thunarf
- Tre böner [Drei Gebete], komponiert 1981, uraufgeführt am 22. Juli 1981 in der Klarakirche in Stockholm.
- Petite suite romantique, komponiert 1981,  uraufgeführt am 12. November 1982 in der St. Göranskirche in Stockholm. I Prélude II Fantaisie III Cantilène IV Final. Hommage an Leon Boëlmann
- Orgelsinfonie, komponiert 1981/82, uraufgeführt am 12. November 1982 in der St. Göranskirche in Stockholm. I Preludio II Scherzo III Fantasia IV Lento espressivo
- Toccata II, komponiert 1982
- Toccata III. komponiert 1982. Eingespielt von Carson Cooman auf: Legends in the Garden Soundspells #CD137
- Marsch Babacou, komponiert 1983, publiziert bei Norbergs 1989. Eingespielt von Carson Cooman auf: Legends in the Garden Soundspells #CD137
- Nocturne, komponiert 1983. uraufgeführt am 18. August 1983 in der  Klarakirche in Stockholm. Eingespielt auf Noteria NOT CD 001
- Tre St Göranspreludier, II Lullaby, komponiert 1983, uraufgeführt am 3. Dezember 1983 in der Sofienkirche in Stockholm.  Eingespielt auf SMCD-02
- Toccata IV, komponiert 1983, uraufgeführt am 13. Mai 1983 in der Kirche in Vaxholm, seinem Kompositionslehrer Stig Gustav Schönberg zum 50. Geburtstag gewidmet.
- Toccata V, komponiert 1983, uraufgeführt am 19. November 1983 in der Kirche in Släps
- Orgelsuite Nr.  3. komponiert 1983, uraufgeführt am 17. März 1984 in der Sofienkirche in Stockholm
- Elegie, komponiert 1984, uraufgeführt am 1. Juli 1984 in der  Klarakirche in Stockholm
- Postlude, komponiert 1984, uraufgeführt am 10. Oktober 1984 in der St. Hanskirche in Linköping. Eingespielt von Carson Cooman auf: Legends in the Garden Soundspells #CD137
- Ranae pusille, komponiert 1984, uraufgeführt am 1. Dezember 1984
- Toccata VII, komponiert 1984
- Lento, komponiert 1984. Publiziert bei Norbergs 1994

- Kleine Suite für Kleine Orgel oder Cembalo, uraufgeführt am 8. Mai 1985 in der St.-Hans-Kirche in Linköping von
- Five new miniatures, komponiert 1985
- The cuckoo, komponiert 1985

- Svensk bröllopsmusik [Schwedische Hochzeitsmusik],  1985. Eingespielt von Karin Strid auf Nosaq Records CD 102, 2005, Fassungen für Orgel mit und ohne Pedal

- Klockorna i By : Fantasi [Glocken in der Stadt: Fantasie] komponiert 1985
- Toccata VIII, komponiert 1985.  Uraufgeführt am 18. Juli 1985 von Arie Karremann in der St. Hanskirche in Linköping. Eingespielt auf Noteria NOT CD 001
- Fantasie über ein Thema von Johann Pachelbel, komponiert 1985, uraufgeführt am 17. Juli 1985 in der  Klarakirche in Stockholm von Michael Waldenby
- Den gode herden [Der gute Hirt], Meditation, komponiert 1985, uraufgeführt am 23. März 1986 in der Marienkirche in Stockholm

- Kleiner Hochzeitsmarsch, komponiert 1985
- Legender Nr. 1, uraufgeführt am 23. Oktober 1985 in der Hedwig-Eleonora-Kirche in Stockholm von Torvald Torén. Eingespielt von Carson Cooman auf: Legends in the Garden Soundspells #CD137
- Legender Nr. 2, komponiert 1985, publiziert bei Norbergs 1988
- Legender Nr. 3, komponiert 1985, Publiziert bei Norbergs 1988. Eingespielt von Carson Cooman auf: Legends in the Garden Soundspells #CD137
- Legender Nr. 4, komponiert 1985, Publiziert bei Norbergs 1988
- Legender Nr. 5, komponiert 1986, publiziert bei Norbergs 1990

- Sonatine für Orgel Nr. 1, komponiert 1986. I Allegro II Adagio III Finale. Eingespielt auf Noteria NOT CD 001
- Sonatine Nr.  2. komponiert 1986. Publiziert bei Norbergs 1988
- Toccata IX
- In modo elegiaco : Pezzo piccolo, komponiert 1987. Eingespielt auf Noteria NOT CD 001
- Toccata X, komponiert 1988, uraufgeführt am 11. Juli 1988 in Elbląg
- Inno di gloria, komponiert 1989. Uraufgeführt am 25. Juli 1989 in der Johanneskyrka in Stockholm von Sigvard Selinus. Eingespielt auf Noteria NOT CD 001
- Meditation, komponiert 1989, publiziert bei Norbergs 1990
- I Folkton [Im Volkston], komponiert 1990, publiziert bei Norbergs 1991. Eingespielt von Carson Cooman auf: Legends in the Garden Soundspells #CD137
- Toccata XII, komponiert 1990
- Nu ska vi skörda linet i dag [Jetzt werden wir die Leiden heute ernten], Orgelfantasie
- Toccata e Ostinato, komponiert 1993, uraufgeführt am 16. Oktober 1993 in der Sankt Nikolai kyrka in Stockholm
- Festival voluntary, komponiert 1994, uraufgeführt am 25. April 1994 in der Klarakirche in Stockholm. Eingespielt auf SMCD-02
- Sinfonietta, komponiert 1994, uraufgeführt am 25. Februar 1995 im Dom zu Linköping
- November Music, komponiert 1995, uraufgeführt am 19. November 1995 in der St. Göranskirche in Stockholm. I Short introduction [Kurze Einleitung] II Allegro : Misty fields [Neblige Felder] III Adagio : By the beach [Am Strand] IV  Andante : Rain [Regen] V Andante cantabile : Intermezzo VI Finale : Hurray, Winter at last [Hurra, endlich Winter]
- Orrr... , komponiert 1996, uraufgeführt am 15. November 1998 in der Klarakirche in Stockholm
- Låt från Tanum, komponiert 1997, uraufgeführt am 10. August 1997 in der Kirche in Tanum von Kurt Wiklander. Eingespielt von Carson Cooman auf: Legends in the Garden Soundspells #CD137
- Morning sonata, komponiert 1998, uraufgeführt am 3. Oktober 1998 in der Johanneskirche in Stockholm. Eingespielt auf SMCD-02
- In the garden : dew-drops, [Im Garten: Tautropfen], komponiert 1999. Eingespielt von Carson Cooman auf: Legends in the Garden Soundspells #CD137
- In the garden : Frosty morning, [Im Garten: Frostiger Morgen] komponiert 1999. Eingespielt von James Hicks auf ProOrgano CD 7239. Eingespielt von Carson Cooman auf: Legends in the Garden Soundspells #CD137
- Noon sonata, komponiert 1999
- Sunday Sonata, komponiert 2000
- Tender Moments I, komponiert 2001
- Tender Moments II, kompononiert 2001
- In the garden : rainy day, komponiert 2002, uraufgeführt am 25. Oktober 2002 in der Klarakirche in Stockholm. Eingespielt von Carson Cooman auf: Legends in the Garden Soundspells #CD137
- Waiting for Astor… , komponiert 2003, uraufgeführt am 4. Mai 2003 in der St. Jakobskathedrale in Prag von Hartwig Barte-Hanssen. Auftragswerk für Hartwig Barte-Hanssen. Hommage an Astor Piazzolla.
- Seglora kyrkmarsch, für zwei Orgeln, komponiert 2004, uraufgeführt am 27. November 2004 in der Seglorakirche im Freilichtmuseum Skansen in Stockholm
- Swedenborg piece Nr.  1 The clock,  komponiert 2004. Eingespielt von Carson Cooman auf: Legends in the Garden Soundspells #CD137. Eingespielt von Karin Strid auf Nosag Records CD 116, 2006
- Swedenborg piece Nr..2 Time goes…,  komponiert 2005, uraufgeführt am 8. Mai 2005 in den Skansen in Stockholm. Eingespielt von Karin Strid auf Nosag Records CD 116, 2006. Eingespielt von Carson Cooman auf: Legends in the Garden Soundspells #CD137
- Autumn komponiert 2005, uraufgeführt am 21. Oktober 2005 in der St. Jakobskirche von Michael Waldenby
- Meditation über Children of the Heavenly Father nach der bekannten schwedischen Melodie Tryggare kan ingen vara, komponiert 2007
- Jubelpreludium - In dulci jubilo, komponiert 2007
- Sonatina Nr. 3 Ruperts Creek, komponiert 2006,
- Jubelpreludium - In dulci jubilo für 2 Orgeln, komponiert 2007, uraufgeführt am 15. April 2007 von Thomas Åberg und Gun-Britt Ståhle in der Finnischen Kirche in Stockholm
- Rejoice! [Juble!] komponiert 2007, uraufgeführt am 17. November 2007 in der Klarakirche in Stockholm von Karin Strid und Thomas Åberg, Orgel.
- Happy birthday! komponiert 2007, uraufgeführt am 28. Oktober 2007 im Dom zu Visby
- Christmas night prelude, komponiert 2007, uraufgeführt am 24. Dezember 2007 in Chicago, First Unitarian Church of Chicago, Ill. von Michael Thorn
- New Hope Suite, komponiert 2008/2009, I New Hope II Three meditations on New Hope, komponiert 2009 1 God's grace [Gottes Gnade] 2 Guardian angel [Schutzengel] 3  Thanksgiving [Erntedank] III New Hope Hymn
- Legend VI, komponiert 2010. Eingespielt von Carson Cooman auf: Legends in the Garden Soundspells #CD137
- Evening Sonata, komponiert 2013
- Toccata XIII, komponiert 2013, dem amerikanischen Organisten James D. Hicks gewidmet, uraufgeführt am 24. März 2014 von James D. Hicks in der Harvard Memorial Church in Cambridge.
- Toccata XIV, komponiert 2013, dem amerikanischen Komponisten Carson Cooman gewidmet.
- Fanfare to Bethany Lutheran Church, komponiert 2015
- Parade, Fassung für Orgel, komponiert 2016. Fassung für Orgel (nur Manuale)
- Toccata XV, Toccata pastorale, Orgelfassung komponiert 2016, dem Organisten und Komponisten Johan-Magnus Sjöberg gewidmet.
- Toccata XVI, Carson Cooman gewidmet, komponiert 2016. Es basiert auf Material aus Weisflog's dog.
- Toccata XVII, komponiert 2018, dem Organisten Everhard Zwart (* 1958) gewidmet
- Toccata XVIII, komponiert 2018, für Orgel und Klavier (nur Manuale)
- Toccata XIX, James D. Hicks gewidmet, Uraufführung Mai 2019 von James D. Hicks in der Sankt Nikolai kyrka, Stockholm
- Toccata XX Distant landscapes, 2019
- Praeludium für Orgel, Kompositionsauftrag für Manfred Grob, Organist der Marienkirche in Dortmund, Uraufführung in der Marienkirche in Dortmund am 8. Juli 2020 durch Manfred Grob Thomas Åberg: Praeludium (2020) auf YouTube, 7. August 2020, abgerufen am 11. Januar 2021.

### Vokalwerke
- Sommarpsalm,. für Kinderchor und kleine Orgel, Text: Thomas Åberg, komponiert 1981, englische Textfassung con Carson Cooman 2012
- Klockklang. Text: Gunnar Hjorth. Komponiert 1992. Publiziert bei Norbergs 1993
- By the Sea at Night [Am Meer bei Nacht] für Mezzosopran und Orgel, Text: John Gracen Brown. Komponiert 2002, uraufgeführt am 8. August 2002 in der Klarakirche in Stockholm von Sharon Lind und Thomas Åberg. Fassung für Tenor und Orgel, bearbeitet 2016
- Death für Mezzopran und Orgel, komponiert 2011. Text: John Gracen Brown
- Late Autumn. Text: John Gracen Brown für Tenor und Orgel. Komponiert 2012. Fassung für Mezzosopran und Orgel, bearbeitet 2012
- The eve of the day. [Der Abend des Tages], Fassung für Mezzosopran und Klavier, 2013
- Om att inte döma varandra, Fassungen für  Tenor und Orgel, Sopran und Orgel, Mezzosopran und Orgel, komponiert 2013. Text: Röm 14,7-10; 15,1-7. Es existieren auch eine finnische und eine englische Version. Judge not one another
- Ge mig en ängel [Gib mir einen Engel], Text: Kerstin Hesslefors Persson, komponiert 2016

### Kammermusik
- Suite für Violoncello und Klavier, komponiert 1982/1993, uraufgeführt am 31. Oktober 1993 in der Kirche in Sundbyberg
- Lullaby, für Violine und Klavier, komponiert 1983
- Elegie, für Violoncello und Orgel, und Fassung für Violoncello und Klavier, komponiert 1984
- Fantasiestücke für Violoncello solo, komponiert 1993
- Toccata VIII für Violine und Orgel bearbeitet 1991, Fassung für Violine und Klavier, bearbeitet 2001
- Nocturne, 1983, Fassung für Violoncello und Orgel von 2001
- Seglora kyrkmarsch : Schwedische Hochzeitsmusik Nr. 2, arrangiert von Eyvind Hallnäs 2007
- Lullaby für Violoncello und Orgel, komponiert 2012
- Legend für Violoncello und Orgel, komponiert 2013
- Drei Stücke nach Gedichten von John Gracen Brown für Saxophon und Orgel, bearbeitet 2014, I By the sea at night  II Death III The eve of the day
- Orr..., Fassung für Streichquartett, bearbeitet 2015
- Tender Moments I und II. Orgelfassung 2001 komponiert. Fassung für Saxophon und Orgel bearbeitet 2016. Uraufgeführt am 6. März 2016 in der Allhelgonakyrkan in Lund von Hans Nilsson und Johann Magnus Sjöberg
- Four slow pieces [Vier langsame Stücke] für Violoncello und Orgel, Arrangements von Orgelstücken aus den 1980ern, 2019 I Nocturne II Elegy III Lullaby (aus Three St. George Preludes) IV Legend

### Klaviermusik
- Dreams op. 1, komponiert 1976.
- Sunday Sonata, Fassung für Klavier, bearbeitet  2000
- Toccata V, 1983 Fassung für Klavier 2015
- Orr..., Fassung für Klavier, bearbeitet 2015, und Fassung für zwei Klaviere
- Parade, Fassung für Klavier, komponiert 2016. To the Memory of Charles W. Curley (1931-2016)
- Toccata pastorale, Toccata XV, Klavierfassung, bearbeitet 2016
- The old house, 2020
- Sharing my breakfast with a squirrel, 2021